# Ruby Braff
Reuben Braff (ur. 16 marca 1927 w Bostonie, zm. 9 lutego 2003 w Chatham) – amerykański kornecista jazzowy. Reprezentant stylów: dixieland i swing.

Garry Moore: Ruby Braff to Louis Armstrong Ligi Bluszczowej.

## Życiorys
Był samoukiem muzycznym i w prostej linii następcą Louisa Armstronga i Bixa Bederbecke’a. W latach 40. XX wieku występował w imprezach okolicznościowych i klubach Bostonu. Na przełomie dziesięcioleci 40./50. występował w zespołach klarnecistów Edmonda Halla i Pee Wee Russella. W 1953 przeniósł się do Nowego Jorku. Dzięki swojej biegłości instrumentalnej bez trudu znajdował zatrudnienie w zespołach grających jazz tradycyjny lub swing. Współpracował m.in. z puzonistami Vicem Dickensonem i Urbiem Greenem, oraz pianistą i bandliderem Natem Piercem. Był jedną z gwiazd sesji nagraniowych formacji trębacza Bucka Claytona. Nagrywał również jako lider dla wytwórni Vanguard. W połowie lat 50. grał w zespole „Króla swingu” Benny’ego Goodmana. Mimo renomy świetnego instrumentalisty, był uważany za muzyka staroświeckiego. Jako że stare style jazzowe przeżywały wówczas kryzys, przez szereg następnych lat miał kłopoty ze znalezieniem dłuższego zatrudnienia. W latach 60. grał na koncertach organizowanych przez pianistę i producenta George’a Weina w ramach skupionej wokół niego grupy muzyków, tzw. Newport All-Stars. Ponadto często wyjeżdżał do Wielkiej Brytanii na tournées z zespołem szkockiego trębacza Alexa Welsha.
W 1973 założył kwartet razem z gitarzystą swingowym George’em Barnesem. Grupa otrzymywała angaże i dzięki temu ustabilizował się zawodowo. Wziął nawet udział w powstaniu ścieżki dźwiękowej do komedii erotycznej The Switch or How to Alter Your Ego. Później z powodzeniem współpracował z wieloma małymi grupami. M.in. grał w duetach z pianistami Dickiem Hymanem i Ellisem Larkinsem, oraz gitarzystą Howardem Aldenem. Przez dłuższy czas także występował z kwintetem saksofonisty Scotta Hamiltona. Ponadto regularnie pojawiał się w studiach nagraniowych.
Dużą część życia spędził w Riverside w nowojorskim Bronksie. W ostatnich latach mieszkał samotnie w miejscowości Harwich w stanie Massachusetts. Nigdy się nie ożenił. Przez długi okres cierpiał na rozedmę płuc i dolegliwości serca. Borykał się też z jaskrą. Zmarł wskutek szeregu powikłań chorobowych. Miał 75. lat.

## Wybrana dyskografia

### Jako lider lub współlider
- 1954 Buck Meets Ruby – Buck Clayton–Ruby Braff (Vanguard Records)
- 1955
  - Jazz at Storyville, Volume 1 – Pee Wee Russell & Ruby Braff (Savoy)
  - Jazz at Storyville, Volume 2 – Pee Wee Russell & Ruby Braff (Savoy)
  - Ruby Braff Swings (Bethlehem)
  - Holiday in Braff (Bethlehem)
  - Ball at Bethlehem with Braff (Bethlehem)
  - Storyville Presents Ruby Braff (Storyville Records)
  - Ruby Braff–Ellis Larkins – 2 Part Inventions in Jazz, Vol. 1 (Vanguard)
  - Ruby Braff–Ellis Larkins – 2 Part Inventions in Jazz, Vol. 2 (Vanguard)
- 1956
  - Hustlin’ And Bustlin' (Storyville)
  - The Ruby Braff Special (Vanguard)
  - Braff!! (Epic)
  - Ruby Braff featuring Dave McKenna (ABC Records/Paramount)
  - Hi-Fi Salute to Bunny  (RCA Victor)
  - Ruby Braff–Ellis Larkins – Pocket Full of Dreams (Vanguard)
- 1957 The Ruby Braff Octet with Pee Wee Russell & Bobby Henderson at Newport (Verve)
- 1958 Ruby Braff Goes „Girl Crazy” (Warner Bros.)
- 1959
  - Easy Now (RCA)
  - You’re Getting to Be a Habit with Me (Stere-O-Craft)
  - Blowing Around the World (United Artists Records)
- 1961 The Ruby Braff–Marshall Brown Sextet (United Artists)
- 1972 Ruby Braff & Ellis Larkins – The Grand Reunion (Chiaroscuro)
- 1974
  - The Ruby Braff–George Barnes Quartet (Chiaroscuro Records)
  - The Ruby Braff-George Barnes Quartet Salutes Rodgers and Hart (Concord Jazz)
  - The Ruby Braff–George Barnes Quartet – Live at the New School (Chiaroscuro)
  - The Ruby Braff–George Barnes Quartet Plays Gershwin (Concord Jazz)
- 1975 To Fred Astaire with Love – The Ruby Braff/George Barnes Quartet (RCA)
- 1984 Ruby Braff–Dick Hyman – America the Beautiful (Arbors Records)
- 1987 Dick Hyman & Ruby Braff – Manhattan Jazz (Musicmasters)
- 1989 Ruby Braff/Dick Hyman – Music from My Fair Lady (Concord Jazz)
- 1991 Ruby Braff–Dick Hyman – Music from South Pacific (Concord Jazz)
- 1992 Ruby Braff and His New England Songhounds – Volume Two (Concord Jazz) – 2 CD
- 1994
  - Ruby Braff and His – Live at the Regattabar (Arbors)
  - Ruby Braff and His Buddies – Controlled Nonchalance At The Regattabar (Vol. 1) (Arbors)
- 1995 Ruby Braff and Ellis Larkins – Calling Berlin, Vol. 1 (Arbors)
- 1996
  - Ruby Braff and Ellis Larkins – Calling Berlin, Vol. 2 (Arbors)
  - Ruby Braff and Dick Hyman Play Nice Tunes (Arbors)
- 1997 Being with You – Ruby Braff Remembers Louis Armstrong (Arbors)
- 1998 You Can Depend on Me (Arbors)
- 1999 Born to Play (Arbors)
- 2000
  - Ruby Braff and Strings – In the Wee, Small Hours in London and New York (Arbors)
  - The Cape Godfather (Arbors)
- 2001 Music for the Still of the Night (Arbors)
- 2002
  - I Hear Music (Arbors, 2002)
  - Relaxing at the Penthouse with the John Pizzarelli Trio (Victoria)
  - Variety Is the Spice of Braff (Arbors)
- 2003 Watch What Happens (Arbors)
- 2005
  - You Brought a New Kind of Love (Arbors)
  - Ruby Braff & Ellis Larkins – The Complete Duets (Definitive Records) – 2 CD
- 2006 Controlled Nonchalance at the Regattabar, Vol. 2 (Arbors)
- 2007
  - C'est Magnifique! – Ruby Braff and the Flying Pizzarellis (Arbors)
  - Little Things – Live in Dublin 1976 (Nagel-Heyer Records)
- 2008 For the Last Time – Ruby Braff's Historic Final Performance with Scott Hamilton (Arbors)
- 2010 Our Love is Here to Stay (Arbors)

### Jako sideman
Z Larrym Adlerem
- 1959 Larry Adler Again! (Audio Fidelity)

Z Louisem Armstrongiem
- 1970 Louis Armstrong and His Friends (Flying Dutchman)

z Tonym Bennettem
- 1976 Tony Bennett Sings 10 Rodgers & Hart Songs (Improv)
- 1977 Tony Bennett Sings More Great Rodgers & Hart (Improv)

Z Buckem Claytonem
- 1955 Jumpin’ at the Woodside (Columbia)
- 1956 All the Cats Join In (Columbia)

Z Woodym Hermanem
- 1988 It Had to Be Us (Chiaroscuro)

Z Miltem Hintonem
- 2001 The Judge at His Best (Chiaroscuro)

Z różnymi wykonawcami
- 1969 Newport All Stars in Japan – Barney Kessel–Ruby Braff–Red Norvo–Cliff Leeman–George Wein–Larry Ridley–Joe Venuti (Union Records)

Z Pee Wee Russellem
- 1958 A Portrait of Pee Wee (Counterpoint)
- 1978 The Individualism of Pee Wee Russell (Savoy)

Zestawienie wg dat wydania płyt